# Puerto Rico (Grande Canarie)
Pour les articles homonymes, voir Puerto Rico (homonymie).
Puerto Rico est une localité des îles Canaries située sur l'île de Grande Canarie et qui fait partie de la commune de Mogán. Elle se situe sur la côte sud de l'île, entre Arguineguín et Puerto de Mogán et elle est desservie par l'autoroute GC-1.

## Présentation
Puerto Rico se trouve dans une vallée (Barranco) laissée à l'état sauvage jusqu'au début des années 1970 avant d'être aménagée pour le tourisme. Sa situation protégée met la localité à l'abri du vent et on y trouve une plage artificielle ainsi que deux ports de plaisance, Puerto Escala et Puerto Base.

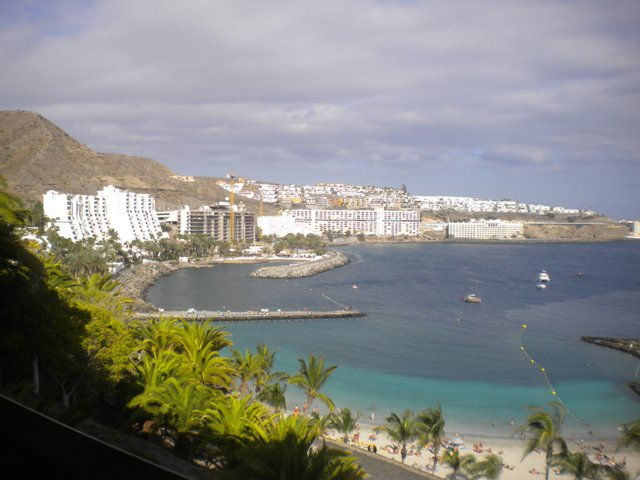
Vue de Puerto Rico.